# Радомский, Аркадиуш
Арка́диуш Радо́мский (пол. Arkadiusz Radomski; род. 27 июня 1977) — польский футболист.

## Карьера

### Клубная
Начинал свою карьеру в польской команде «Лех», но уже через год уехал в Голландию, где выступал за «Вендам». С 1997 года числился игроком «Херенвена», где отыграл больше всего игр в своей карьере. В 2005 году уехал в Австрию, в 2008 году снова отправился в Голландию, где играл за НЕК. В 2010 году вернулся в Польшу.

### В сборной
Сыграл 30 игр за польскую сборную. Участвовал в чемпионате мира 2006 года.

## Достижения
- Чемпион среди юношей до 17 лет: 1993
- Чемпион Австрии: 2005/06
- Победитель Кубка Австрии: 2005/06